# Казанцев, Павел Олегович
Павел Олегович Казанцев (род. 22 марта 1960; Томск, РСФСР, СССР) — казахстанский политический и общественный деятель. Депутат Мажилиса Парламента Республики Казахстан (с 24 марта 2016 года).  Заместитель Председателя Мажилиса Парламента Республики Казахстан (с 15 января 2021 года по 19 января 2023 года).

## Биография
Павел Олегович Казанцев Родился 22 марта 1960 года в городе Томск, Россия.
В 1982 году с отличием окончил Целиноградский инженерно-строительный институт по специальности «автомобили и автохозяйство».
В 1986 году окончил Высшую школу КГБ СССР им. Ф.Э. Дзержинского.

### Трудовая деятельность
Трудовую деятельность начал в 1982 году старшим инженером, начальником ПТО, старшим инженером по ТБ и ОТ, мастером АТП-3 грузового автоуправления Целиноградской области при Министерстве транспорта Казахской ССР.
С 1986 по 1992 годы — служба в Управлении КГБ по Целиноградской области.
С 1991 по 1995 годы — Начальник отдела внешнеэкономических связей, Председатель Комитета Внешнеэкономической деятельности с выполнением обязанностей представителя МВЭС РК в области в Администрации Акмолинской области.
С 1995 по 1997 годы — Заместитель акима г. Астаны; Глава рабочей группы по развитию концепции Акмолинской Специальной Экономической Зоны (СЭЗ).
С 1997 по 1998 годы — Советник первого вице-президента административного совета Акмолинской Специальной Экономической Зоны.
С 1998 по 1999 годы — заместитель директора Фонда экономического и социального развития СЭЗ, заместитель председателя правления и начальник отдела инвестиций фонда «Акмола».
С 1999 по 2007 годы — директор консалтинговой компании «Центр деловых инициатив».
С 2005 по 2007 годы — представитель компании «CISСO» в Астане.
С 2007 по 2010 годы — заместитель, первый заместитель председателя Астанинского городского филиала НДП «Нур Отан».
С 2010 по 2013 годы — директор департамента политической работы, директор департамента организационно-политической работы Центрального аппарата НДП «Нур Отан».
С 2014 по 2015 годы — менеджер по развитию, руководитель службы планирования программ, мероприятий, внешних связей и коммуникаций Фонда Первого Президента РК – Лидера Нации.
С 2015 по 2016 годы — заместитель председателя – директор департамента организационной кадровой работы и активов федерации профсоюзов РК.

### Выборные должности, депутатство
С 2000 по 2007 годы — Депутат Маслихата города Астаны.
С 24 марта 2016 года — Депутат Мажилиса Парламента Республики Казахстан VI созыва от партии «Нур Отан», Член Комитета по экономической реформе и региональному развитию Мажилиса Парламента Республики Казахстан.

## Награды
- Медаль «Ерен Еңбегі үшін» («За трудовое отличие» Казахстан 2005 года)[2]
- Орден Курмет (16 декабря 2012 года)[3]
- Медаль НДП «Нур Отан» «Белсенді қызыметі үшін» (2013 года)
- Почетный знак «За особые заслуги в развитии туризма в Республики Казахстан»
- 2001 — Медаль «10 лет независимости Республики Казахстан»
- 2005 — Медаль «10 лет Конституции Республики Казахстан»
- 2008 — Медаль «10 лет Астане»
- 2011 — Медаль «20 лет независимости Республики Казахстан»
- 2016 — Медаль «25 лет независимости Республики Казахстан»
- 2018 — Медаль «20 лет Астане»